# Viral (film)
Viral – amerykański film fabularny z 2016 roku. Scenariusz napisany został przez Christophera Landona i Barbarę Marshall, za reżyserie odpowiadał Henry Joost i Ariel Schulman. Opowiada historię małego miasta, którego mieszkańcy poddani zostają kwarantannie; ulegają bowiem śmiertelnie niebezpiecznej chorobie, zamieniającej ludzi w złaknione krwi monstra. W filmie występują Sofia Black-D’Elia, Analeigh Tipton i Travis Tope. Światowa premiera projektu odbyła się 29 lipca 2016.

## Opis fabuły
Tajemnicza choroba rozprzestrzenia się po świecie. Trafia też do małego amerykańskiego miasta, do którego sprowadziła się właśnie Emma wraz z rodziną. Okolica bohaterki zostaje objęta kwarantanną, przez co tak ona, jak i jej siostra nie mogą opuszczać domu. Choroba – której jednym z objawów jest obecność wijącego się pod skórą pasożyta – dociera jednak i do potencjalnie zabezpieczonego terytorium. Zainfekowani zaczynają łaknąć krwi i mordu.

## Obsada
- Sofia Black-D’Elia – Emma Drakeford
- Analeigh Tipton – Stacey Drakeford
- Travis Tope – Evan Klein
- Colson Baker – CJ
- Michael Kelly – Michael
- Judyann Elder – pani Toomey
- Brianne Howey – Tara Dannelly
- Linzie Grey – Gracie Lemay